# O Preço de um Homem
O Preço de um Homem é uma telenovela brasileira produzida e exibida pela extinta Rede Tupi, de 15 de novembro de 1971 a 24 de junho de 1972 em 192 capítulos às 20 horas.
Foi escrita por Ody Fraga se baseando no romance Senhora, de José de Alencar, com direção de Henrique Martins.
Esta é a terceira adaptação brasileira da obra, visto que a TV Paulista apresentou uma versão em 1953, e a própria Rede Tupi em 1962.
Dos 192 capítulos originalmente exibidos, apenas 2 foram preservados, estando sob a guarda da Cinemateca Brasileira.
Em 2005, Marcílio Moraes e Rosane Lima somaram à espinha dorsal de Senhora e dois outros romances de José de Alencar - Lucíola e Diva, para escrever a telenovela Essas Mulheres, produzida pela RecordTV. Christine Fernandes e Gabriel Braga Nunes viveram Aurélia Carmago e Fernando Seixas nessa versão.
E em 2025, foi a vez de Alessandra Poggi levar a mais conceituada obra do escritor para dentro da novela Garota do Momento, na Globo, onde Beatriz ( Duda Santos) deu a vida à personagem Aurélia, em uma novela homônima produzida e exibida pela fictícia TV Ondas do Mar.

## Elenco
- Arlete Montenegro - Rosa
- Adriano Reys - Mário
- Elaine Cristina - Celeste
- Carlos Alberto Riccelli - Lucas
- Jayme Barcellos - Roberval
- Yara Lins - Marcinha
- Flávio Galvão - Carlos
- Silvio Francisco - João
- Eleonor Bruno - Sofia
- Aldo César - Maneco
- Júlia Miranda - Maura
- Eudósia Acuña - Santa
- Rildo Gonçalves - Azevedo
- Araquem Saldanha - Jofre
- Paulo Figueiredo - Ricardo
- Elísio de Albuquerque - Joaquim
- Maria Helena Dias - Marisa
- Olívia Camargo - Ema
- Selma Egrei - Léa
- Cleyde Ruth - Júlia
- José Parisi Jr. - Cuca
- Procópio Ferreira - Marcelo
- Henrique Martins - Comprador
- Graça Mello - Romero
- Aracy Cardoso - Dinorah

## Trilha sonora
Lista de faixas
| Lado A |                                         |                               |                   |         |  |
| N.º    | Título                                  | Compositor(es)                | Intérprete(s)     | Duração |  |
| 1.     | "Seu Preço" (Tema de abertura)          | César Costa Filho             | César Costa Filho | 1:43    |  |
| 2.     | "Por Que Você?"                         | César Costa Filho             | César Costa Filho | 3:15    |  |
| 3.     | "Bachianas Brasileiras N.5 "Cantilena"" | Heitor Villa-Lobos (original) | Zimbo Trio        | 3:00    |  |
| 4.     | "Hippie"                                | César Costa Filho             | Silvia Maria      | 3:23    |  |
| 5.     | "Nossa História"                        | César Costa Filho             | César Costa Filho | 2:28    |  |
| 6.     | "Scheherazade"                          | Rimsky-Korsakov (original)    | Zimbo Trio        | 3:43    |  |

| Lado B |                                 |                 |                       |         |  |
| N.º    | Título                          | Compositor(es)  | Intérprete (s)        | Duração |  |
| 7.     | "Blosson Lady"                  | R. V. Leeuwen   | Shocking Blue         | 3:35    |  |
| 8.     | "Leap Up and Down"              | Keith Hancock   | St. Cecelia           | 3:35    |  |
| 9.     | "Music From Across The Way"     | James Last      | James Last            | 3:10    |  |
| 10.    | "I Want To Go Back There Again" | Berry Gordy Jr. | B.J. Arnau            | 2:40    |  |
| 11.    | "Layla"                         | Clapton Gordon  | Derek and the Dominos | 3:30    |  |
| 12.    | "Rose Garden"                   | Joe South       | The Three Degrees     | 2:40    |  |